# Lokomoce živočichů

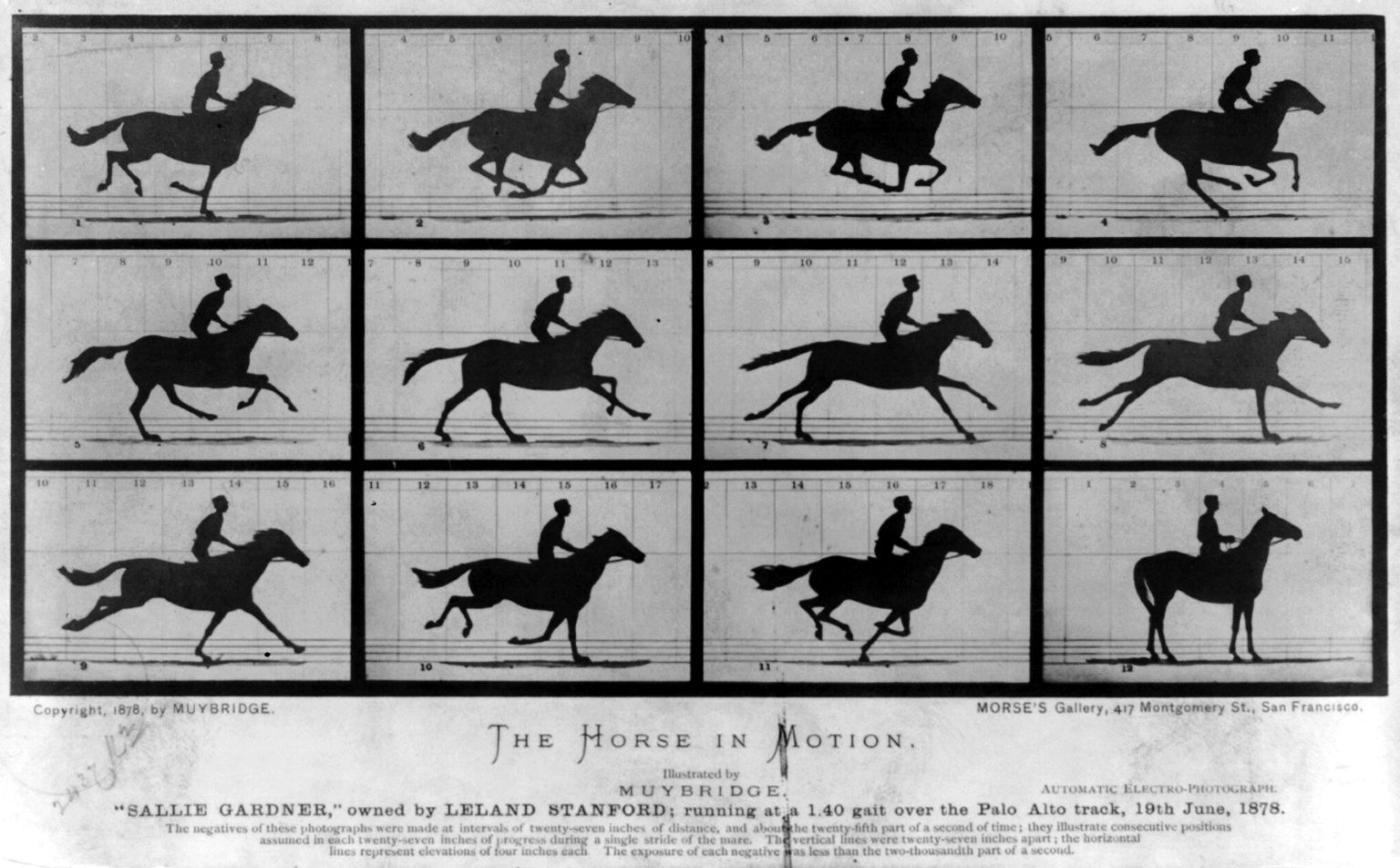
Eadweard Muybridge: Kůň v pohybu, cyklus Animal Locomotion 1878

Lokomoce živočichů je termín pro přemísťování se živočichů z místa na místo. Buď prouděním protoplazmy, například u měňavky, nebo stahům svalů u větších živočichů. Podle prostředí, v němž se pohyb provádí, se rozeznává hlavně chůze (běh), plavání nebo let.

## Animal Locomotion
V roce 1877 nafotografoval Eadweard Muybridge své rozsáhlé experimenty a zdokonalil svou techniku. Fotografoval až třiceti kamerami. Jako výsledek své práce ve Filadelfii roku 1887 zveřejnil 781 světlotisků pod názvem Animal Locomotion a The Human Figure in Motion. Tyto sekvence fotografií pořízených ve zlomcích sekundy od sebe zachycují obrazy různých zvířat a lidí při různých akcích.

### Galerie
Výběr z Muybridgeova díla Animal Locomotion:

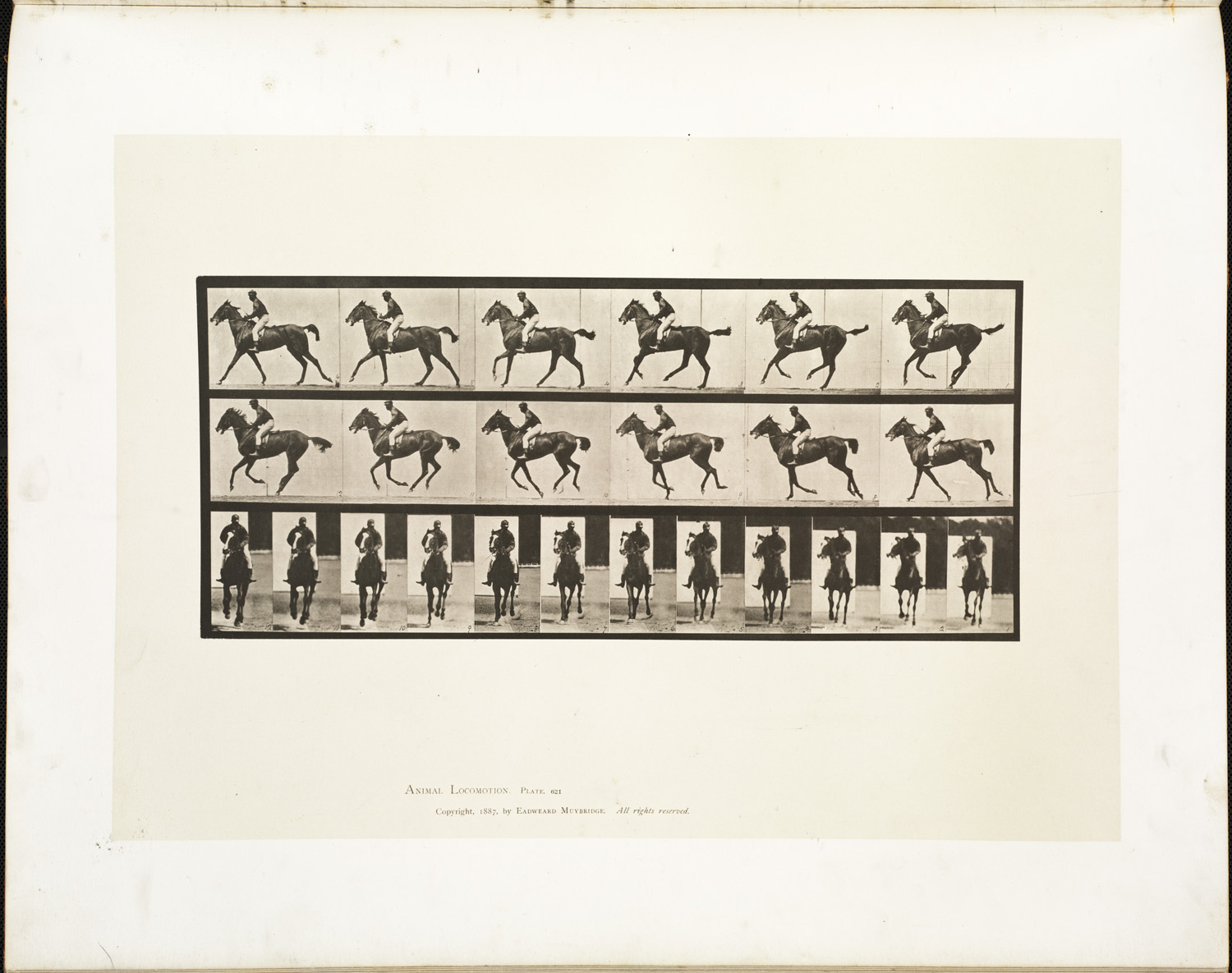
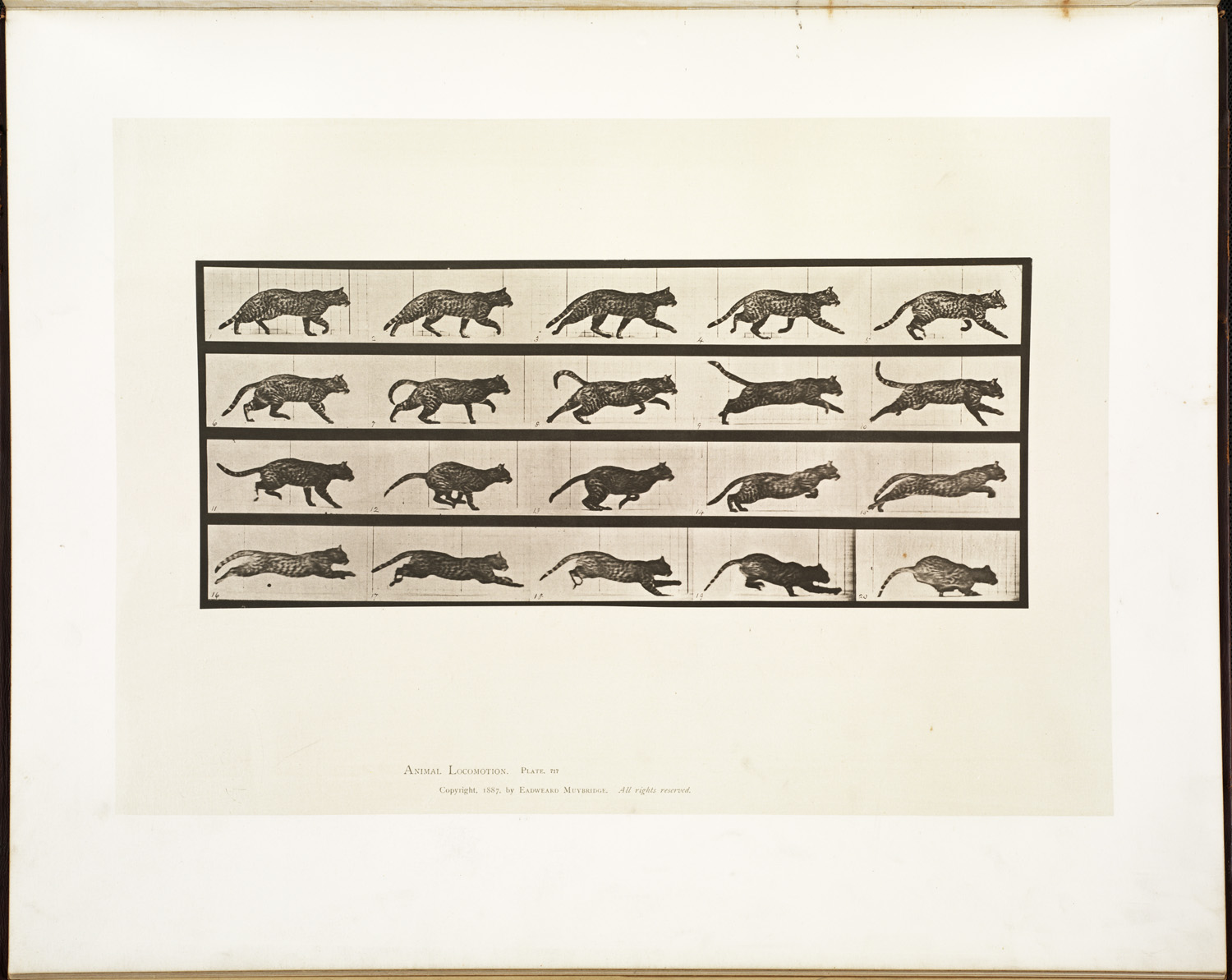
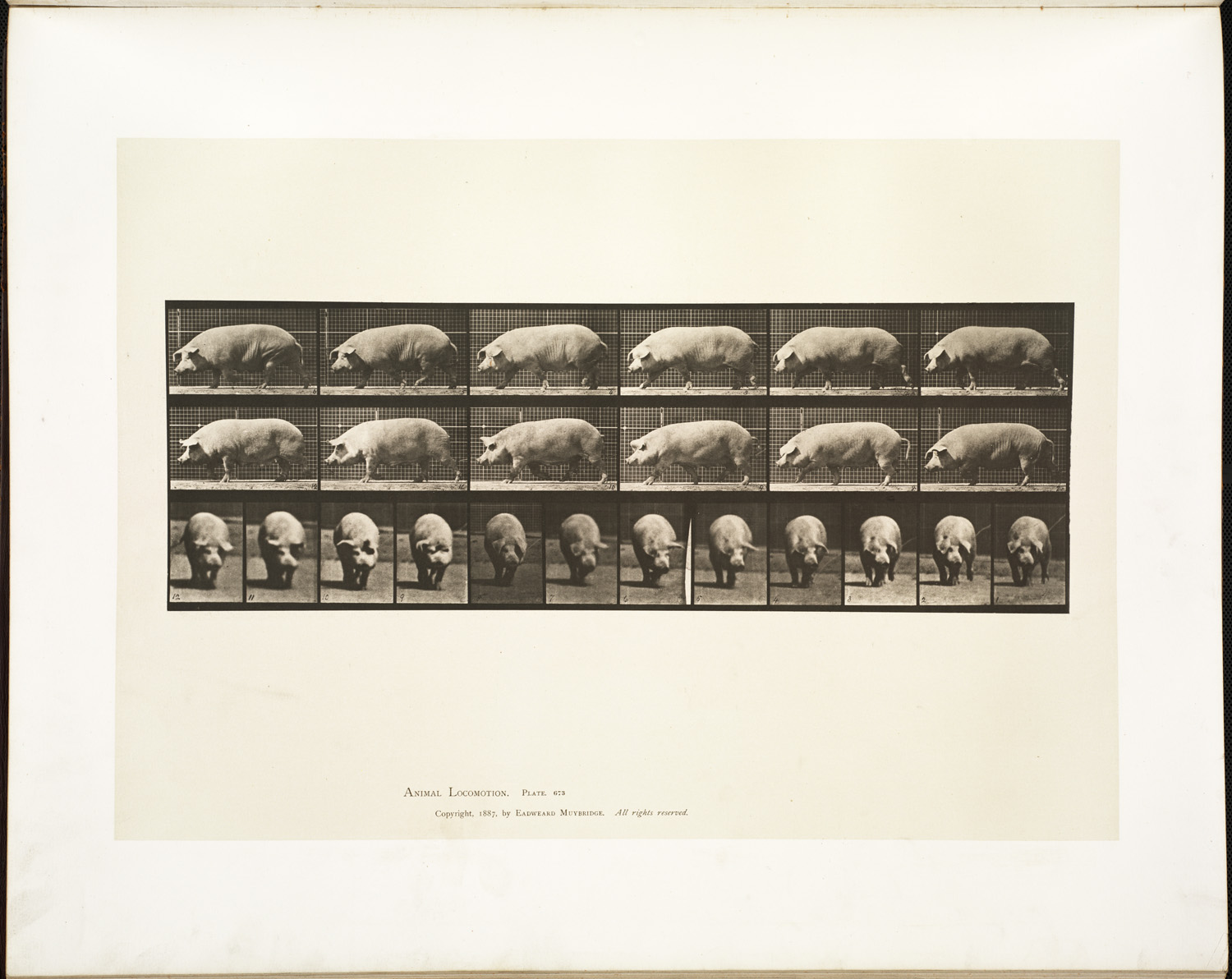
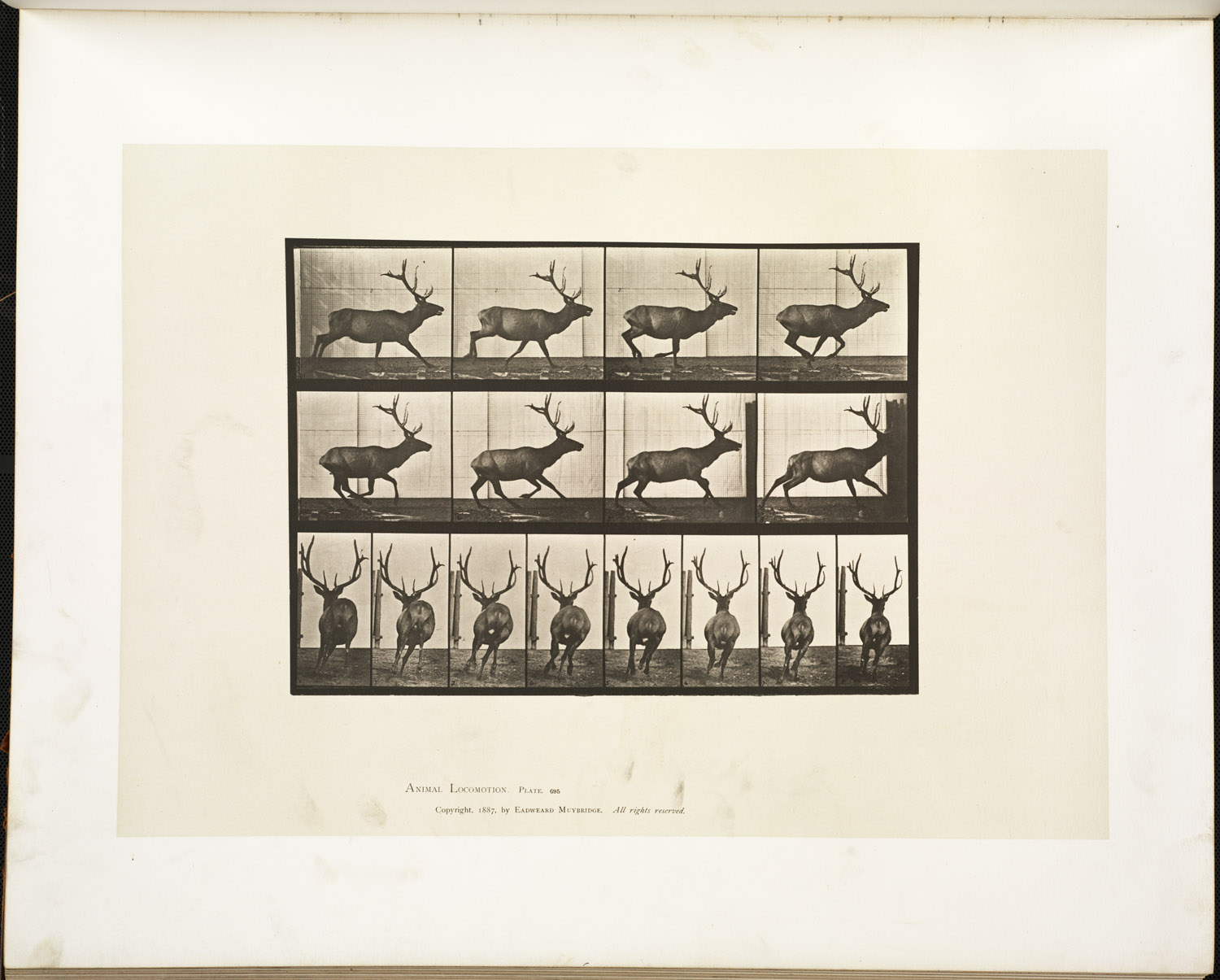
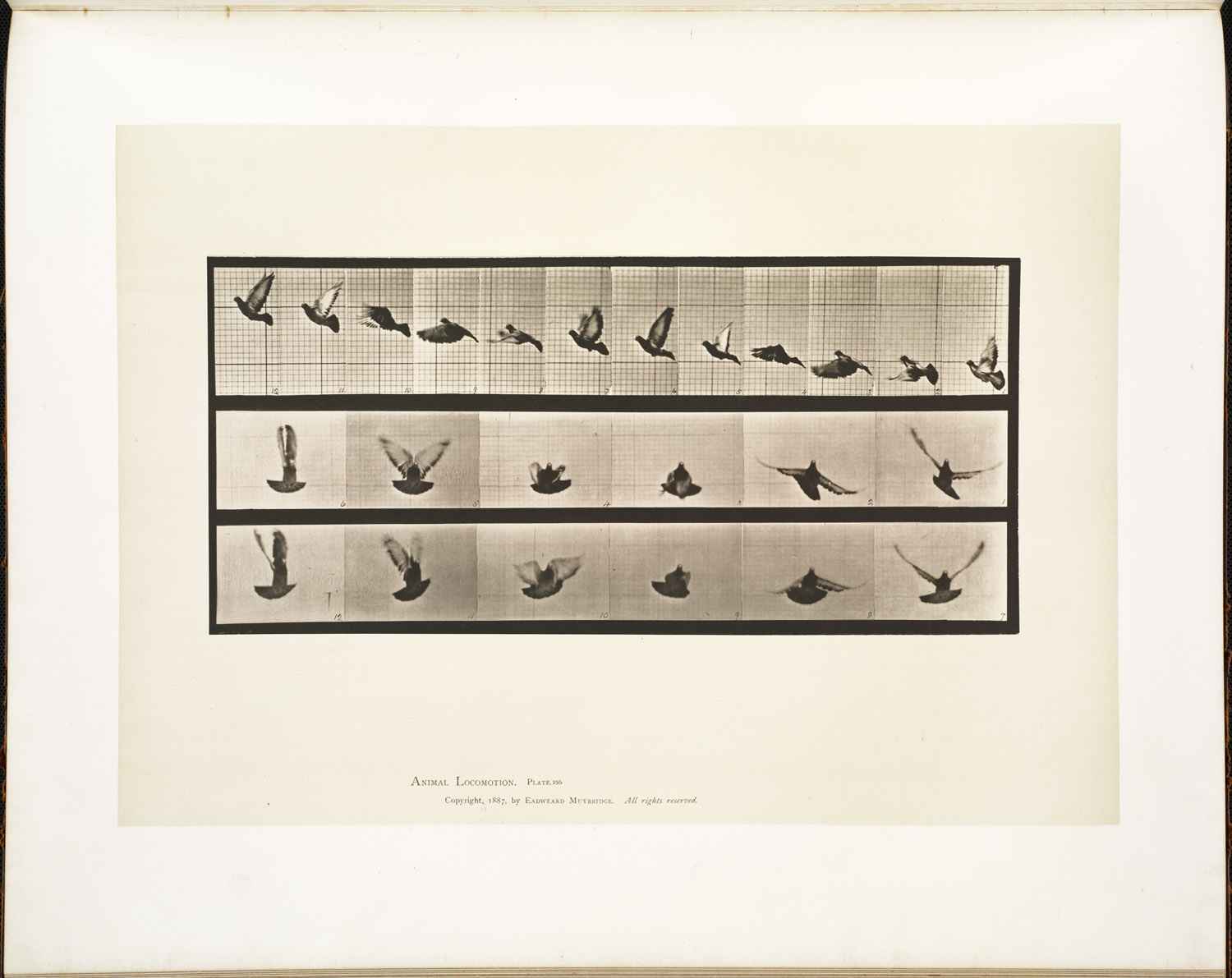